# Les boges, boges aventures de Robin Hood
Les boges, boges aventures de Robin Hood (títol original en anglès: Robin Hood: Men in Tights) és una pel·lícula franco-estatunidenca de comèdia paròdica, dirigida per Mel Brooks el 1993. Es tracta d'una paròdia de la història de Robin Hood: Príncep dels lladres i més particularment del film Robin Hood, príncep dels lladres de Kevin Reynolds (1991). Ha estat doblada al català.

## Argument
Robin Hood és fet presoner durant les croades. S'evadeix i torna a Anglaterra. A la seva arribada, troba un país víctima de la repressió del Príncep Joan, el germà del Rei Ricard que ha marxat a la guerra i del qual no es tenen notícies. Amb Little John, Will Scarlet, Mirette i Atchoo al seu costat, es posa en marxa per frustrar els plans del Príncep Joan i del xèrif de Rottengham.

## Repartiment
- Cary Elwes: Robin Hood
- Richard Lewis: el príncep Joan
- Roger Rees: el xèrif de Rottengham
- Amy Yasbeck: Lady Marianne
- Dave Chappelle: Atchoo
- Mark Blankfield: Mirette
- Eric Allan Kramer: Petit Jean
- Matthew Porretta: Will Scarlet O'Hara
- Mel Brooks: el rabí Tuckman
- Megan Cavanagh: Broomhilde
- Tracey Ullman: Latrine
- Patrick Stewart: Ricard Cor de Lleó
- David DeLuise: un vilatà
- Dom DeLuise: Don Giovanni

## Al voltant de la pel·lícula
- Cap al final del film, el rabí Tuckman declara a Richard: « Està bé ser el rei! ». Es tracta d'una picada d'ull a la cançó de Mel Brooks titulada It's Good To Be The King dels anys 1980.
- Cap al final del film, quan Robin nomena Atchoo com a nou xèrif, tothom queda sorprès perquè és negre. Atchoo replica llavors: « Això funciona bé, el xèrif és a la presó. » Això fa referència al film de 1974 Selles de muntar calentes igualment dirigit per Mel Brooks.
- Cap a la meitat del film, quan Robin prova de saltar sobre el seu cavall i erra d'exactitud, Atchoo llança enfotent-se: «Aw, white men can't jump!» («Oh, els blancs no saben pas saltar!»), en referència al film de 1992 Els blancs no la saben ficar.
- Robin declara: «Sóc Robin Hood, el verdader! I contràriament al meu predecessor, no ballo amb els llops!» per enfotre-se'n de Kevin Costner, oscaritzat per Ballant amb llops, estrenada l'any 1989, dos anys abans de Robin Hood: Príncep dels lladres (1991) que Les boges, boges aventures de Robin Hood parodia.[3]